# 本郷町駅
本郷町駅（ほんごうちょうえき）は、岐阜県岐阜市真砂町6丁目にあった、名古屋鉄道岐阜市内線の停留場である。

## 歴史
岐阜市内線の前身である美濃電気軌道の停留場として開業した。廃止時の忠節方の停留場は西野町駅であったが、1946年（昭和21年）ごろまでは同停留場との間に菅原町駅（すがわらちょうえき）が存在していた。当停留場は一時、西野町駅とともにこの菅原町駅に統合されていたこともあるという。
- 1925年（大正14年）12月11日 - 美濃電気軌道市内線の千手堂 - 忠節橋間開通と同時に開業[1][2]。
- 2005年（平成17年）4月1日 - 岐阜市内線の廃線に伴い廃止[2]。

## 停留場構造
相対式2面2線の乗り場を持っていた。ただし道路との併用軌道上で、安全地帯はなく、「グリーンベルト」と称して路面を緑色に塗装してあるだけだった。上下の乗り場は千鳥式に配置されていた。

### 配線図
| ← 忠節方面 | 本郷町駅 構内配線略図 | → 千手堂方面 |
| 凡例 出典: |                       |              |

## 停留場周辺
- ホテルグランヴェール岐山
- 岐阜真砂郵便局

## 隣の停留場
名古屋鉄道
岐阜市内線
千手堂駅 - 本郷町駅 - 西野町駅